# Johannes Röring

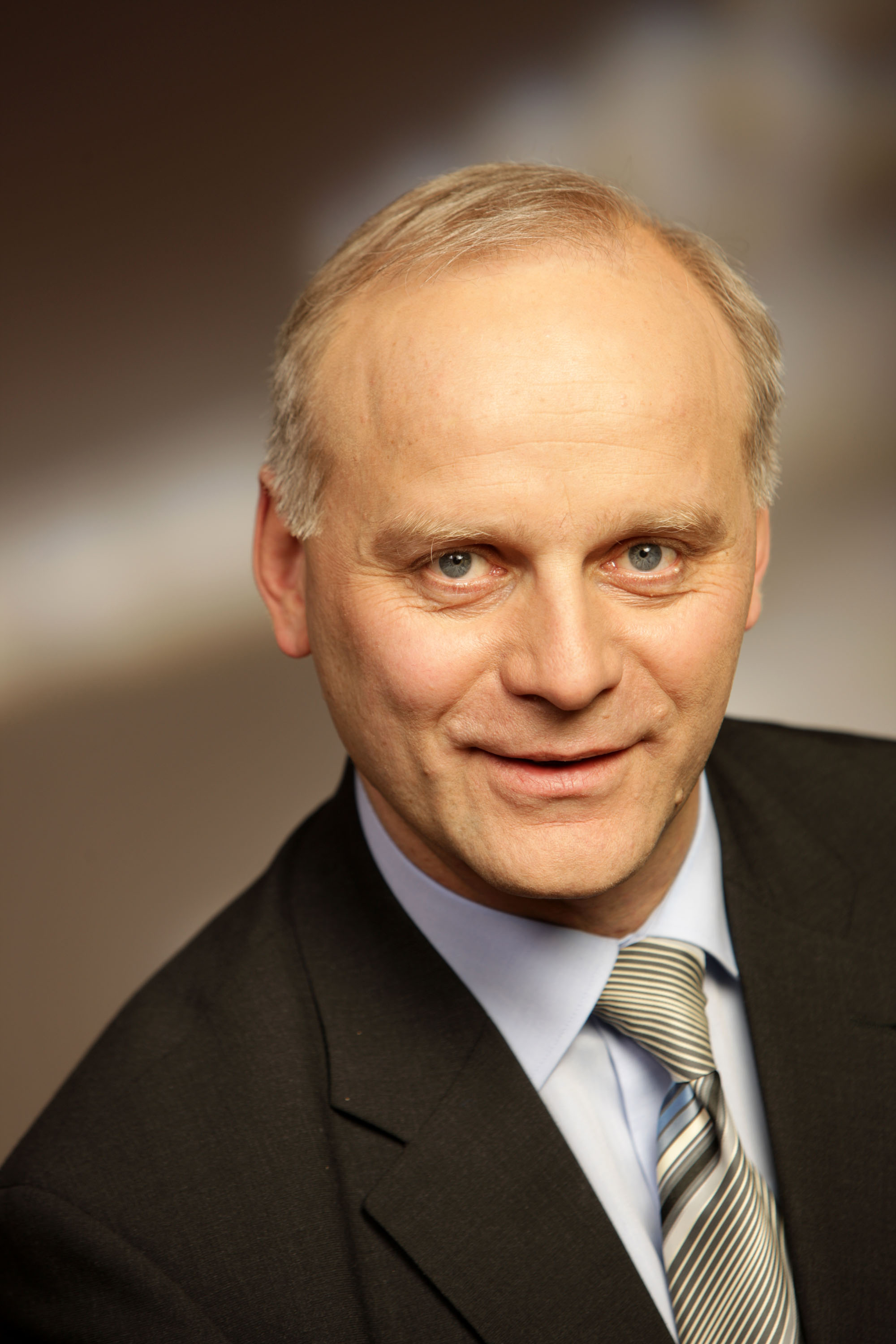
Johannes Röring (2009)

Johannes August Röring (* 16. Mai 1959 in Vreden) ist ein deutscher Politiker (CDU) und Landwirtschaftsfunktionär. Von 2005 bis 2021 war er Mitglied des Bundestages.

## Leben und Beruf
Röring verließ das Gymnasium Georgianum in Vreden 1975 mit der Mittleren Reife und absolvierte eine landwirtschaftliche Lehre, die er 1977 als landwirtschaftlicher Gehilfe beendete. Anschließend besuchte er die Höhere Landbauschule in Coesfeld und legte 1980 die staatliche Prüfung zum Landwirt ab. Danach war er als Landwirt im elterlichen Betrieb in Vreden tätig, den er 1985 schließlich übernahm. Er führt ihn als Ackerbaubetrieb mit Schweinemast und Biogaserzeugung.
1994 wurde Röring von den Mitgliedern des Kreisverbandes Borken des Westfälisch-Lippischen Landwirtschaftsverbands (WLV) zum Vorsitzenden (Kreislandwirt) gewählt. Sechs Jahre später wurde er Vorsitzender des WLV-Bezirksverbandes Münster. Am 23. Mai 2012 wurde er schließlich mit 61 von 112 Stimmen zum Präsidenten des WLV gewählt und ist damit Nachfolger von Franz-Josef Möller. Im Frühjahr 2020 legte er sein Amt nieder.
Darüber hinaus ist Röring noch stellvertretender Kreislandwirt sowie Mitglied im Direktorium der Stiftung Westfälische Landschaft und Vorstandsmitglied der Fachagentur Nachwachsende Rohstoffe. Bei der BSB GmbH – Landwirtschaftliche Buchstelle (Gesellschaft für Buchführung und Hilfeleistung in Steuersachen für land- und forstwirtschaftliche Betriebe Westfalen-Lippe mbH) ist er Mitglied im Aufsichtsrat.
Röring ist Mitglied des Präsidiums des Deutschen Bauernverbands und war Mitglied der überparteilichen Europa-Union Deutschland, die sich für ein föderales Europa und den europäischen Einigungsprozess einsetzt.
Johannes Röring ist seit 1985 verheiratet und hat vier Kinder.

## Kritik am Familienbetrieb Röring
Die Tagesschau berichtete im September 2016, dass es Bilder aus dem Familienbetrieb Rörings gibt, auf welchen schwer verletzte Tiere in den Ställen zu sehen seien. Eines der Tiere könne offensichtlich nicht aufstehen und robbte sich mühsam vorwärts. Filmaufnahmen wurden von der Tierschutzgruppe Animal Rights Watch (ARIWA) und der PETA angefertigt. Die Aufnahmen zeigten laut Matthias Gauly, einem Veterinärwissenschaftler von der Universität Bozen, „die schlechteste Form der Schweinehaltung, die man sich vorstellen kann mit einem hohen Potenzial an Tierleid“ und „mit katastrophalen hygienischen Bedingungen“. Viele Stallbuchten seien stark verdreckt, Ammoniak-Messungen zeigten Werte, die mehr als doppelt so hoch liegen wie erlaubt. In den Aufnahmen seien auch Kadaver zu sehen, einer wurde mutmaßlich mehr als einen Tag lang liegen gelassen und von anderen Tieren angefressen. Röring ließ über seinen Anwalt erklären, dass die Haltungsbedingungen im Stall zum Zeitpunkt der Bildaufnahmen „einwandfrei“ gewesen seien. Auf den Bildern sei „nichts zu sehen, was einen Verstoß gegen das Tierschutzgesetz darstellen könnte“. Die erkrankten und verletzten Tiere seien umgehend behandelt worden. Der Kadaver sei „erst kurz vor der Aufnahme in das Abteil gelegt worden“, um es dort zu fotografieren, heißt es in dem Schreiben. „Denn die anderen Schweine würden einen Kadaver, der dort abgelegt wird, sofort als Futter ansehen und damit beginnen, es aufzufressen.“ Entsprechende Bissverletzungen seien auf dem Bild jedoch nicht zu sehen. Die Tierschutz-Aktivisten von ARIWA bestreiten, den Kadaver dort hingelegt zu haben.
Am 23. September 2016 lud Röring zu einer Pressekonferenz auf seinen Betrieb ein, um zusammen mit seinem Sohn Christian und dem Hoftierarzt Jörg Tenhündfeld Stellung zu nehmen.
Das Landgericht Hamburg hat am 11. Oktober 2016 durch eine einstweilige Verfügung gegen den NDR entschieden, dass der Sender die auf dem Betrieb gemachten Bilder und Videos nicht weiter verbreiten darf.
2013 und 2019 verendeten aufgrund von Stromausfällen jeweils etwa 900 Schweine in den Stallungen des Familienbetriebs Röring. 2013 war ein technischer Defekt ursächlich. 2019 drangen Unbekannte in die Stallanlagen ein; möglicherweise setzten sie die Belüftungsanlage außer Betrieb.

## Politik
Röring trat 1986 in die CDU ein und gehörte von 1987 bis 1995 dem Vorstand der CDU in Vreden an. Seit 2005 ist er Mitglied des Deutschen Bundestages und ordentliches Mitglied in den Bundestagsausschüssen Ernährung und Landwirtschaft, dessen Obmann Röring ist, sowie stellvertretendes Mitglied im Ausschuss für Umwelt, Naturschutz und Reaktorsicherheit und im Gemeinsamen Ausschuss.
Johannes Röring ist als direkt gewählter Abgeordneter des Wahlkreises Borken II in den Bundestag eingezogen. Bei der Bundestagswahl 2005 erreichte er hier 56,1 % der Erststimmen.
2017 geriet Röring in die Kritik, weil er in vorderster Reihe mit Wortbeiträgen an einer Demonstration vor der Agrarministerkonferenz in Bad Sassendorf teilgenommen hatte. Er forderte hierbei den Ausstieg aus dem Verbot der betäubungsfreien Ferkelkastration. Mitglieder der SPD-Bundestagsfraktion verwiesen darauf, dass die CDU in den vorangegangenen Jahren die Etablierung von alternativen Kastrationsmethoden konsequent behindert habe, so dass nach dem Verbot der betäubungsfreien Ferkelkastration kaum Optionen bestünden. Seine politische Position behielt Röring bei.
2019 positionierte sich Röring deutlich gegen die geplante Verschärfung der Düngeverordnung.
Bei der Aufstellungsversammlung der CDU am 28. Mai 2021 für die Bundestagswahl 2021 unterlag er der Lehrerin Anne König aus Borken und wurde damit nicht erneut als Wahlkreiskandidat nominiert.

## Nebeneinkünfte
Röring war viele Jahre unter den Bundestagspolitikern mit den höchsten Nebeneinkünften und wurde hierfür immer wieder kritisiert. Nach einer Studie des Bremer Instituts für Arbeit und Wirtschaft (IAW) kommen gerade agrarpolitische Verflechtungen sehr häufig vor und Röring bilde hierbei eine der Schlüsselpositionen. Im Ranking der Nebeneinkünfte von Abgeordneten des Deutschen Bundestages (Stand: 2. August 2017) wurde Röring – hinter Philipp Graf Lerchenfeld – auf Platz 2 genannt. Durch die Pflicht, alle Nebeneinkünfte offenzulegen, hat das Internetportal abgeordnetenwatch.de für Johannes Röring in der 18. Legislaturperiode des Deutschen Bundestages Einkünfte in Höhe von mindestens 1.984.000 Euro errechnet, die sich aus unterschiedlichen Positionen zusammensetzen. Als Grundlage dazu dienten die offiziellen Angaben (Stand: 2. August 2017). Das Portal führte ihn, auf Grund von zahlreichen unbekannten Quellen, als Negativbeispiel für die Verschleierung von Nebeneinkünften an.
Rörings enge persönliche Verflechtung zur Landwirtschaftslobby wurde u. a. in der ZDF-Satiresendung Die Anstalt (vom 18. Dezember 2018) kritisch beleuchtet. Die darin genutzten Formulierungen wurden im Nachgang aber von der Landwirtschaftskammer kritisiert.
Kritik zu Rörings Interessenskonflikten kommt auch vom NABU.
2019 stellte das Präsidium des Deutschen Bundestages fest, dass Röring Nebeneinkünfte für Tätigkeiten bei der Landwirtschaftsverlag GmbH und der Deutsche Genossenschafts-Hypothekenbank AG in Hamburg nicht angegeben hat. Seiner Meldepflicht kam Röring nach Berichten der Süddeutschen Zeitung (bezugnehmend auf die Verstoßmeldung des Bundestagspräsidiums) trotz Mahnung erst nach Ablauf mehrerer Fristen nach.